# The Unauthorized Beverly Hills, 90210 Story
«Беверли-Хиллз, 90210: Несанкционированная история» (англ. The Unauthorized Beverly Hills, 90210 Story) — американский телевизионный фильм канала Lifetime, в художественной форме рассказывающий закулисную историю сериала «Беверли-Хиллз, 90210». Премьера фильма состоялась 3 октября 2015 года, ровно за день до 25-летия сериала. 

## Сюжет
Фильм расскажет о съёмочном процессе культового молодёжного шоу 1990-х годов — «Беверли-Хиллз, 90210». Сериал продержался в эфире 10 лет с 1990 по 2000 года, породил четыре спин-оффа и огромную линейку сопроводительной продукции: книг, журналов, одежды, косметики и пр. В центре сюжета — атмосфера, царившая на съёмочной площадке, а также отношения между актёрами и авторами сериала.

## В ролях
- Макс Ллойд Джонс — Джейсон Пристли/Брендон Уолш
- Саманта Манро — Шеннен Доэрти/Бренда Уолш
- Эбби Кобб — Дженни Гарт/Келли Тейлор
- Джеси МакКинни — Люк Перри/Дилан Маккей
- Эби Росс — Тори Спеллинг/Донна Мартин
- Дэвид Леннон — Иан Зиринг/Стив Сандерс
- Росс Линтон — Брайан Остин Грин/Дэвид Сильвер
- Мишель Гойнс — Габриель Картерис/Андреа Цукерман
- Алисса Линч — Тиффани-Амбер Тиссен/Вэлори Мэлоун
- Дэн Кастелланета — Аррон Спеллинг
- Адам Корсон — Даррен Стар
- Курт Макс Рунте — Барри Диллер

## Производство
Успех фильма о закулисной жизни актёрского состава «Спасённых звонком» — 1,2 миллиона зрителей на кабельном канале — подтолкнул руководство канала к созданию серии подобных фильмов. Канал представит линейку картин под названием «Throwback-To-Back», в рамках которой будет представлены истории о съёмках сериалов «Спасённые звонком», «Полный дом», «Мелроуз-Плейс» и другие. Ванесса Пэрайз поставила фильм по сценарию Джеффа Рода, продюсерские функции взял на себя Кристиан Брюйер. 20 июля в СМИ появилось первое фото актёрского состава в образах. Примечательно, что Алисса Линч уже играла Тиффани-Амбер Тиссен в фильме о сериале «Спасённые звонком».

## Релиз
Премьера фильма состоялась 3 октября 2015 года на американском канале Lifetime и канадском «M3».
Картина получила смешанные отзывы критиков. Обозреватель журнала The Hollywood Reporter Эйми Аматанджело отметила, что «как и последние сезоны сериала, фильм неплохо справляется с развлекательной частью и отправляет зрителей в ностальгическое путешествие». Билли Найллз из «E! News» написал: «Аарон Спеллинг не заслужил такого. Тем более в 25-ю годовщину его детища… Не этого мы ждали от фильма».

## Музыка
В фильме звучали композиции:
- Robbie Nevil feat. On Dance Moms Miami — «Feels Good To Be Bad»
- The B-52’s — «Roam»